# SDSS J141530.05+572428.7
SDSS J141530.05+572428.7 ist vermutlich ein spektroskopisches Paar, bestehend aus einem L- und einem T-Zwerg.
Die Identifikation Zwerg mit Spektralklasse T3 ± 1 erfolgte durch Chiu et al. (2006), wobei sich die Unsicherheit in Klassifikation durch die schwache Ausprägung der Methan-Bande bei 2,2 μm im Vergleich zu derjenigen bei 1,6 μm ergab. In einer 2009 publizierten Untersuchung von Faherty et al. fiel das Objekt als ungewöhnlich rot für den Spektraltyp auf. Eine Modellierung durch ein zusammengesetztes Spektrum mit Typen L8 ± 0.5 und T5 ± 0.3 gelang Burgasser et al. (2010).